# Companhia Energética de Minas Gerais
Companhia Energetica de Minas Gerais (CEMIG) est une entreprise d'électricité brésilienne de l'État du Minas Gerais. La majorité de sa production d'électricité proviennent de centrales hydroélectriques.

## Principaux concurrents
CEMIG fait partie des principales entreprises du secteur brésilien de l'électricité, parmi lesquelles:
- Eletrobras
- CPFL Energia
- CEMIG
- Tractebel Energia
- Copel
- CESP
- AES Tiete